# 白戀SAKURA*GRAM
《白戀SAKURA*GRAM》是NanaWind在2019年3月29日發售的戀愛冒險類型成人遊戲。這部作品是《春音Alice＊Gram》的續作，包括5篇後日談和其他故事。其他故事包括各主要角色短編故事6篇、《春音Alice＊Gram》角色故事10篇。在這部作品中，颯太朗的妹妹瀨真梢升格為女主角、新女主角天雨莉莉艾特登場。

## 故事
西歐某機關於春天向瀨真颯太朗所在的成稜学园派遣了一名人員天雨莉莉艾特，她宣布黄昏部解散，接著学生会顾问被调换，为学园进行架构改革做準備。

## 登場角色

### 主要角色
瀨真颯太朗
成稜學園二年級生。
白羽優理（聲：遙空）
成稜學園二年級生，學生會長。
久遠寺一葉（聲：波奈束風景）
成稜學園二年級生。颯太朗的青梅竹馬。
神咲艾麗莎（聲：奏雨）
從外國到成稜學園留學的公主。
凜堂耶耶
於學園擔任黃昏社社長的理事長女兒。
藤乃雪（聲：杏子御津）
成稜學園一年級生，新生會的書記。
瀨真梢（聲：花寺香蓮）
成稜學園一年級生，隸屬於風紀執行部。颯太朗的妹妹。
天雨莉莉艾特
在春假時轉進成稜學園一年C班。本身是西歐某機關派來的監察員。

### 其他角色
神無月 祥子（聲：花澤櫻）
颯太朗的義姐。
橘朝陽（聲：月讀梓）
梢的同學。
笠倉乃乃花
颯太朗班上的班級幹部。
浮氣澪（聲：廣深香菜）
成稜學園校友。
佐伯 まおり（さえき まおり）（聲：葉村夏緒）
颯太朗的導師。
篠原柚香
原本是成稜學園一年級吹奏樂社社員，後來在黃昏社建議下加入軽音部。
須藤弦（聲：澤柳易）
颯太朗的室友。
北菱摩秀
新生會會長。
ナナ
艾麗莎從自己國家撿來的貓咪。
ZERO

## 主題曲
片頭曲「Have a live day」
作詞：，作曲、編曲：小高光太郎、，主唱：Ceui
片尾曲
作詞：，作曲、編曲：，主唱：相良心

## 評價
《白戀SAKURA*GRAM》在日本美少女游戏与动画相关商品销售网站Getchu.com的2019年3月销量榜上排名第2名。

## 外部連結
- 白戀Sakura＊Gram （页面存档备份，存于）（日語）